# Centropus steerii
El cucal de Mindoro (Centropus steerii), es una especie de ave cuculiforme de la familia de los cucúlidos (Cuculidae) endémica de Asia.

## Distribución y hábitat
Es originaria de isla de Mindoro en Filipinas. Su hábitat natural son los bosques húmedos de tierras bajas. Está en peligro crítico de extinción por la pérdida de hábitat